# Vía Colectora Quito-La Independencia
La Vía Colectora Quito-La Independencia (E28) es una vía secundaria ubicada en las Provincias de Esmeraldas, Pichincha. Esta colectora, de trazado oeste-este, nace en la Transversal Norte (E20) en la localidad de La Independencia en la Provincia de Esmeraldas. El recorrido por la Provincia de Esmeraldas es corto con rumbo oriental. Una vez en la Provincia de Pichincha, la colectora continua en dirección oriental pasando por las localidades de Puerto Quito, Pedro Vicene Maldonado y San Miguel de los Bancos. En esta última localidad, la colectora interseca al térmono norte de la Troncal de la Costa (E25). Al oriente de San Miguel de los Bancos, la colectora asciende la Cordillera Oriental de Los Andes al norte del Cerro Pululahua. La carretera entonces pasa por las localidades de Calacalí y San Antonio de Pichincha (esta última en el límite urbano norte de Quito). 

## Localidades destacadas
De oeste a este:
- Puerto Quito, Pichincha
- Pedro Vicente Maldonado, Pichincha
- San Miguel de los Bancos, Pichincha
- San Antonio de Pichincha, Pichincha
- Quito, Pichincha

- Datos: Q2351508